# Monuments nationaux de Ravno
Cet article recense les monuments nationaux situés sur le territoire de la municipalité de Ravno en Bosnie-Herzégovine et dans la fédération de Bosnie-et-Herzégovine. La liste établie par la Commission pour la protection des monuments nationaux compte 3 monuments nationaux inscrits sur la liste principale et 2 monuments inscrits sur une liste provisoire.

## Monuments nationaux
| Monument                                               | Localité | Géolocalisation | Datation               | Commentaire éventuel               | Photo |
| ------------------------------------------------------ | -------- | --------------- | ---------------------- | ---------------------------------- | ----- |
| Église de la Présentation-de-la-Mère-de-Dieu de Zavala | Zavala   |                 | Début du XVIe siècle ? | Fait partie du monastère de Zavala |       |
| Ruines de l'église Saint-Pierre de Zavala              | Zavala   |                 | Moyen Âge              | Site archéologique                 |       |
| Zaplanik                                               | Zaplanik |                 |                        | Site historique                    |       |

## Liste provisoire
| Monument                       | Localité  | Géolocalisation | Datation      | Commentaire éventuel                         | Photo |
| ------------------------------ | --------- | --------------- | ------------- | -------------------------------------------- | ----- |
| Église Saint-Mitre de Ravno    | Ravno     |                 | XIVe siècle ? | Église catholique, avec des tombes anciennes |       |
| Église Saint-Roch de Trebimlja | Trebimlja |                 | XVe siècle    | Église catholique                            |       |